# NGC 4031
NGC 4031 је спирална галаксија у сазвежђу Велики медвед која се налази на NGC листи објеката дубоког неба.
Деклинација објекта је + 31° 56' 48" а ректасцензија 12h 0m 31,3s. Привидна величина (магнитуда) објекта NGC 4031 износи 14,4 а фотографска магнитуда 15,2. NGC 4031 је још познат и под ознакама MCG 5-28-75, CGCG 157-82, ARAK 341, PGC 37855.